# Sydpoolen
Sydpoolen er et vandsportsanlæg i Södertälje, Sverige. Det ligger lige ved Södertälje kanal nær byens centrum.

## Baggrund
Anlægget åbnede i 1989. Det ejes af Actic / Sydpoolen i Södertälje AB, som er et datterselskab af kæden Actic. Vandet i bassinerne kommer fra en separat brønd og renses biologisk. Hvert år forbruger anlægget 80.000 kubikmeter. Sydpoolen er et af de få tilbageværende foretagender, der har rod i Södertäljes tid som kurbadeby. Andre sådanne foretagender er Spa Hotel og Badparken ved stationen i Södertälje. Med omkring 400.000 besøgende årligt er det en af byens mest besøgte turistmål.
Sydpoolen omfatter et areal på 3.500 m². og der er i alt fem bassiner. To er beregnet til motionssvømning. En af disse har tre udspringstårne ved den nordlige ende på en og tre meter. Mellem disse to findes et børnebassin, som hovedsagelig anvendes af svømmeskolen. Herudover er der også et terapibassin med ekstra varmt vand.

## Vandland
Sydpoolen huser et vandland. Det ligger i den sydligste del af komplekset og består blandt andet af to vandrutsjebaner, bølgemaskiner, kunstige vandløb og en legeplads for børn. Det blev bekendtgjort i januar 2016, at vandlandet skulle lukke,, men denne  beslutning blev efter protester ændret, og vandlandet blev i august 2016 åbnet igen.
Ud over dette findes der gymnastiksal, babysvømning og bassin for børn og voksne i anlægget. I midten af år 2000 blev større dele af anlægget renoveret. Blandt andet blev en ny etage bygget på gymnastiksalen, og der blev etableret et nyt whirlpool og nye vandrutsjebaner. Södertälje Simsällskap har aktiviteter i anlægget.